# Самаринда
Самаринда (індонез. Samarinda) — адміністративний центр і найбільше місто провінції Східний Калімантан, Індонезія. Хоча Самаринда і має статус адміністративного центру провінції, частина урядових закладів розташована в місті Балікпапан.

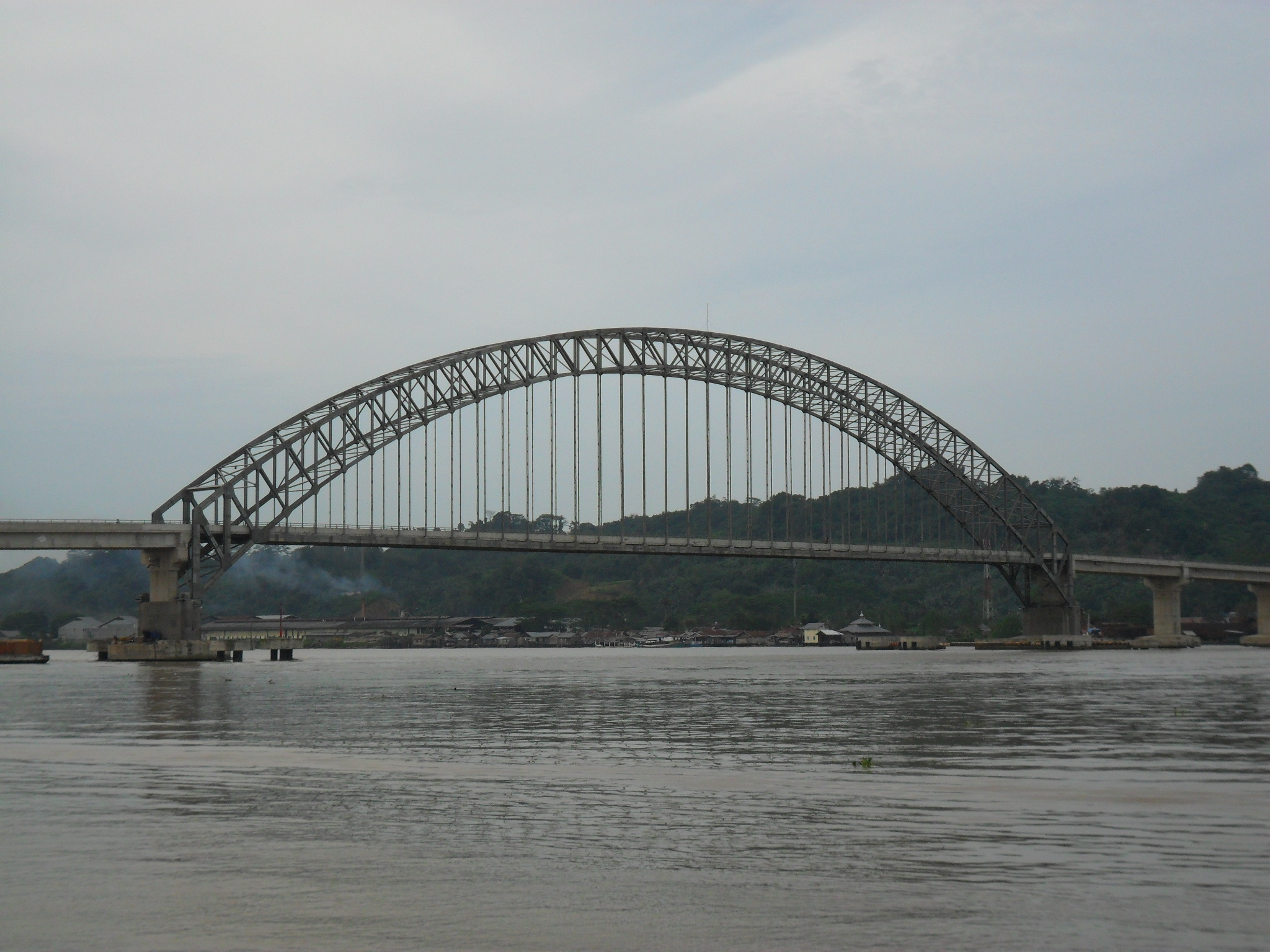
Міст через Махакам

Самаринда відома традиційною стравою індонезійської кухні ампланг, а також одягом сарунг самаридна.

## Географія
Місто розташоване на річці Махакам.

### Клімат
Місто знаходиться у зоні, котра характеризується вологим тропічним кліматом. Найтепліший місяць — квітень із середньою температурою 28.2 °C (82.8 °F). Найхолодніший місяць — січень, із середньою температурою 26.5 °С (79.7 °F).
| Клімат Самаринди        | Клімат Самаринди | Клімат Самаринди | Клімат Самаринди | Клімат Самаринди | Клімат Самаринди | Клімат Самаринди | Клімат Самаринди | Клімат Самаринди | Клімат Самаринди | Клімат Самаринди | Клімат Самаринди | Клімат Самаринди | Клімат Самаринди |
| Показник                | Січ.             | Лют.             | Бер.             | Квіт.            | Трав.            | Черв.            | Лип.             | Серп.            | Вер.             | Жовт.            | Лист.            | Груд.            | Рік              |
| Середня температура, °C | 26,5             | 27               | 27,2             | 28,2             | 28,2             | 28               | 27,6             | 27,7             | 27,8             | 27,7             | 27,6             | 27,1             | 27,6             |
| Норма опадів, мм        | 237.6            | 213.4            | 229              | 192.8            | 215.2            | 143.9            | 118.9            | 135.7            | 112.9            | 137.9            | 173              | 201.5            | 2111.8           |
| Днів з опадами          | 15,9             | 14,2             | 15,5             | 13,5             | 13,6             | 12,6             | 11,9             | 11,9             | 10,4             | 11,1             | 13,9             | 16,6             | 161,1            |
| Вологість повітря, %    | 84.7             | 84.6             | 84.4             | 85.3             | 84.7             | 84.9             | 84.6             | 82.9             | 83.7             | 83.3             | 84.7             | 84.7             | 84.4             |
| ----------------------- | ---------------- | ---------------- | ---------------- | ---------------- | ---------------- | ---------------- | ---------------- | ---------------- | ---------------- | ---------------- | ---------------- | ---------------- | ---------------- |
| Джерело: Weatherbase    |                  |                  |                  |                  |                  |                  |                  |                  |                  |                  |                  |                  |                  |